# 佩吉巷的火槍手
《佩吉巷的火槍手》（英語：The Musketeers of Pig Alley）是1912年的美國短片和黑幫電影。導演是大衛·格里菲斯，由格里菲斯和安妮塔·露絲編劇。本片被認為是早期使用跟鏡聚焦工具的電影。
電影於1912年10月31日上映，1915年11月5日在美國重映。據報導說，本片在紐約市拍攝期間使用真實的黑幫份子作為臨時演員。
電影也於2008年11月在列斯國際電影節上引進，作為Back to the Electric Palace的一部分，由Gabriel Prokofiev與Opera North合作現場音樂表演。
在2016年，本片以「文化性、歷史性或美學意義性」而被美國國會圖書館保存在美國國家影片登記表中。

## 劇情
本片講述的是一對生活在紐約市的貧窮夫妻。丈夫是一名音樂家，經常出差工作。當他回家時，他的錢包被一名黑幫拿走。他的妻子去了一個舞會，有一名男子試圖對她下藥，但是他的企圖被搶劫丈夫的同一名男子阻止了。兩名罪犯成為敵對，隨後發生槍戰。丈夫在槍戰中被抓住，並認出其中一名男子是拿走了他的錢的黑幫。丈夫偷回他的錢包，這名黑幫在這對夫妻的公寓裡安然無恙。警察跟蹤黑幫，但妻子卻給他一個假的不在場證據。

## 演員
- 埃爾默·布思（英语：Elmer Booth） 飾演 Snapper Kid
- 莉蓮·吉許 飾演 The Little Lady
- 克拉拉·T·布雷西（英语：Clara T. Bracy） 飾演 The Little Lady的母親
- 沃爾特·米勒（英语：Walter Miller (actor)） 飾演 音樂家
- 阿爾弗雷德·帕格特（英语：Alfred Paget） 飾演 Rival Gang Leader
- 約翰·T·狄龍（英语：John T. Dillon (actor)） 飾演 警察
- Madge Kirby 飾演 The Little Lady的朋友/In Alley
- 哈里·嘉莉（英语：Harry Carey (actor)） 飾演 Snapper的伙伴
- 羅伯特·哈龍（英语：Robert Harron） 飾演 Rival Gang Member/In Alley/At Gangster's Ball
- W·C·羅賓森（英语：W. C. Robinson） 飾演 Rival Gang Member
- Adolph Lestina 飾演 酒保/On Street
- 傑克·皮克福德（英语：Jack Pickford） 飾演 Boy Gang Member/At Dance Ball
- 安東尼奧·莫雷諾（英语：Antonio Moreno） 飾演 Young Man at Dance Ball who Leaves

未掛名
- 格特魯德·班布里克（英语：Gertrude Bambrick） 飾演 舞會中的女人
- 賴尼爾·巴利摩 飾演 音樂家的朋友
- Kid Broad
- 沃爾特·隆恩（英语：Walter Long (actor)）

## 影響
《佩吉巷的火槍手》很可能是第一部關於有組織犯罪的電影。

## 外部連結
- 互联网电影数据库（IMDb）上《The Musketeers of Pig Alley》的资料（英文）
- The Musketeers of Pig Alley available for free download at Internet Archive